# Montevarchi
Montevarchi é uma comuna italiana da região da Toscana, província de Arezzo, com cerca de 22 074 habitantes. Estende-se por uma área de 56 km², tendo uma densidade populacional de 394 hab/km². Faz fronteira com Bucine, Cavriglia, Gaiole in Chianti (SI), Pergine Valdarno, San Giovanni Valdarno, Terranuova Bracciolini.

## Demografia
| Variação demográfica do município entre 1861 e 2011                               |
|                                                                                   |
| Fonte: Istituto Nazionale di Statistica (ISTAT) - Elaboração gráfica da Wikipedia |